# PNC Center (Troy)
PNC Center, anteriormente llamado (y aún conocido comúnmente como) Top of Troy, es un edificio de oficinas de gran altura en la ciudad de Troy, en el estado de Míchigan (Estados Unidos). La torre triangular de estilo internacional comenzó a construirse en 1974 y se completó en 1975. Con 25 pisos y 106 m de altura, es el edificio más alto de Troy, con 62 000 m² de espacio para oficinas. PNC Financial Services mantiene oficinas regionales en el edificio como inquilino principal.
Se puede acceder fácilmente al edificio desde la Interestatal 75, ya que está ubicado justo al oeste del intercambio (salida 69) con Big Beaver Road. El Top of Troy se puede ver por millas desde gran parte del área metropolitana de Detroit. Hay un restaurante Ruth's Chris Steak House en el primer piso, así como una cafetería conocida como Friends Café.